# Пеливан (Молдова)
Пеливан (рум. Pelivan) — село в Оргеевском районе Молдавии. Является административным центром коммуны Пеливан, включающей также село Чишмя.

## История
Название дано в честь Иона Пеливана — борца за национальное освободительное движение в Бессарабии
В 1946 году село было переименовано из Пеливана в Новый Миток, и  носило название до 1992 года.
Постановлением правительства Республики Молдова № 882 от 22.01.1992 сёла Лучафэр и Новый Миток объединены в село Пеливан.

## География
Село расположено на высоте 64 метра над уровнем моря.

## Население
По данным переписи населения 2004 года, в селе Пеливан проживает 2236 человек (1099 мужчин, 1137 женщин).
Этнический состав села:
| Национальность | Число жителей | Процентный состав |
| -------------- | ------------- | ----------------- |
| молдаване      | 1893          | 84,66             |
| русские        | 145           | 6,48              |
| румыны         | 105           | 4,7               |
| украинцы       | 62            | 2,77              |
| евреи          | 4             | 0,18              |
| болгары        | 4             | 0,18              |
| гагаузы        | 3             | 0,13              |
| прочие         | 20            | 0,89              |
| Всего          | 2236          | 100 %             |